# José Maria Cos y Macho
Pour les articles homonymes, voir Cos.
José Maria Justo Cos y Macho (né le 16 août 1838 à Terán (es) dans la communauté autonome de Cantabrie en Espagne et mort le 17 décembre 1919 à Valladolid), est un cardinal espagnol de l'Église catholique de la fin du XIXe et du début du XXe siècle, créé par le pape Pie X.

## Biographie
José Maria Cos y Macho est secrétaire de la chambre de l'évêque d'Oviedo (1882), archidiacre à Cordoue (1884) et chanoine maestreescuela à Oviedo.
Il est élu évêque de Mondoñedo en 1886 et sénateur du royaume d'Espagne à partir de 1891. Cos est promu archevêque de Santiago de Cuba au Cuba en 1889, au diocèse de Madrid-Alcalá en 1892 et à l'archidiocèse de Valladolid en 1902.
Le pape Pie X le crée cardinal  lors du consistoire du 27 novembre 1911. Le cardinal Cos est nommé administrateur d'Avila en 1918. Il participe au conclave de 1914, lors duquel Benoît XV est élu.